# Высоковский район (Московская область)
Высоковский район — административно-территориальная единица в составе Московской области РСФСР, существовавшая в 1939—1957 годах.
Высоковский район образован 20 августа 1939 года из части Клинского района Московской области. В состав района вошли рабочий посёлок Высоковский и сельсоветы: Воздвиженский (селения Бортницы, Владимировка, Воздвиженское, Игумново и Новосёлки), Воловниковский, Городищенский, Елгозинский, Захаровский, Колосовский, Кузнечковский, Некрасинский, Новиковский, Опалевский, Петровский, Подорковский (селения Васильково, Крутцы и Подорки), Селинский, Степанцевский, Тарховский и Третьяковский. 21 августа р.п. Высоковский был преобразован в город Высоковск.
На 1 января 1940 года территория района составляла 800 км².
14 июня 1954 года Колосовский и Опалевский с/с были объединены в Масюгинский с/с. Упразднены Городищенский, Елгозинский, Подорковский и Селинский с/с. Воловниковский с/с был преобразован в Чернятинский, а Захаровский — в Спасский.
7 декабря 1957 года Высоковский район был упразднён, а его территория отошла к Клинскому району.